# Ishkhan Geloyan
Ishkhan Makharovich Geloyan (tiếng Nga: Ишхан Махарович Гелоян, tiếng Armenia: Իշխան Գելոյան; sinh ngày 31 tháng 8 năm 1992) là một cầu thủ bóng đá người Nga. Anh thi đấu cho FC Baltika Kaliningrad.

## Sự nghiệp câu lạc bộ
Anh có màn ra mắt tại Russian Second Division cho FC Slavyansky Slavyansk-na-Kubani vào ngày 26 tháng 7 năm 2012 trong trận đấu với F.K. Mashuk-KMV Pyatigorsk.